# Vô Vi
Vô Vi (chữ Hán giản thể: 无为市, Hán Việt: Vô Vi thị) là một thành phố cấp huyện của địa cấp thị Vu Hồ, tỉnh An Huy, Cộng hòa Nhân dân Trung Hoa. Thành phố này có diện tích 2433 km², dân số 1,4 triệu người. Theo điều chỉnh phân chia đơn vị hành chính năm 2005, thành phố Vô Vi có 19 trấn và 4 hương. Thành phố thuộc về địa cấp thị Vu Hồ sau khi địa cấp thị Sào Hồ bị giải thể vào tháng 8 năm 2011.
- Trấn: Vô Thành, Tương An, Nhị Bá, Thanh Câu, Đẩu Câu, Thạch Giản, Nghiêm Kiều, Khai Thành, Thục Sơn, Ngưu Phu, Lưu Độ, Diệu Câu, Nê Xá, Bạch Lữu, Phúc Độ, Cao Câu, Tuyền Đường, Hồng Miếu, Hách Điếm.
- Hương: Hạch Mao, Hồng Hạng, Côn Sơn, Thập Lý Đôn.